# Episodi di Navy Log (seconda stagione)
La seconda stagione della serie televisiva Navy Log è andata in onda negli Stati Uniti dal 17 ottobre 1956 al 12 giugno 1957 sulla ABC.
In Italia è stata trasmessa dal 14 dicembre 2014 al 3 marzo 2015 su Telecapri News, saltando l'episodio The Death of Dillinger-San poiché fu inizialmente bannata perché ritenuto troppo forte per il pubblico di soli adulti, per poi essere recuperata su Telecapri, il 5 maggio dello stesso anno.
| nº | Titolo originale                         | Prima TV USA     |
| -- | ---------------------------------------- | ---------------- |
| 1  | The Death of Dillinger-San               | 17 ottobre 1956  |
| 2  | The Big A                                | 24 ottobre 1956  |
| 3  | A Day for a Stingray                     | 31 ottobre 1956  |
| 4  | Scratch One Hearse                       | 7 novembre 1956  |
| 5  | In the Labonza                           | 14 novembre 1956 |
| 6  | Man Alone                                | 21 novembre 1956 |
| 7  | The Pilot                                | 28 novembre 1956 |
| 8  | Incident at Formosa                      | 5 dicembre 1956  |
| 9  | Peril on the Sea                         | 12 dicembre 1956 |
| 10 | Destination--1600 Pennsylvania Avenue NW | 19 dicembre 1956 |
| 11 | A Guy Called Mickey                      | 26 dicembre 1956 |
| 12 | Buzz Boy                                 | 2 gennaio 1957   |
| 13 | Operation Golden Rule                    | 9 gennaio 1957   |
| 14 | The Countess and the Convicts            | 16 gennaio 1957  |
| 15 | Thach Weaves a Trap                      | 23 gennaio 1957  |
| 16 | Survive                                  | 30 gennaio 1957  |
| 17 | Ping Happy Spit Kit                      | 6 febbraio 1957  |
| 18 | Operation Lend Lease Adti: Amscray       | 13 febbraio 1957 |
| 19 | Operation Hideout                        | 20 febbraio 1957 |
| 20 | Cigar-Box John                           | 27 febbraio 1957 |
| 21 | The Star                                 | 6 marzo 1957     |
| 22 | War of the Whale Boats                   | 13 marzo 1957    |
| 23 | After You, Ludwig                        | 20 marzo 1957    |
| 24 | USS Enrico Tazzoli                       | 27 marzo 1957    |
| 25 | Ito of Attu                              | 3 aprile 1957    |
| 26 | SSN-571                                  | 10 aprile 1957   |
| 27 | Assignment... BRT                        | 17 aprile 1957   |
| 28 | The Decoy                                | 24 aprile 1957   |
| 29 | Nightmare Off Brooklyn                   | 1º maggio 1957   |
| 30 | Goal... Mach Two                         | 8 maggio 1957    |
| 31 | The Saga of Irving Cohen                 | 15 maggio 1957   |
| 32 | Mission to Murmansk                      | 22 maggio 1957   |
| 33 | The Lady and the Atom                    | 29 maggio 1957   |
| 34 | The Fighting Fig                         | 5 giugno 1957    |
| 35 | The Marines Have Landed                  | 12 giugno 1957   |

## The Death of Dillinger-San
- Prima televisiva: 17 ottobre 1956

### Trama
- Interpreti: William Allyn (maggiore Smith), Selmer Jackson (ammiraglio Nimitz), Robert Knapp (capitano Weatherby), Stuart Whitman (Plebe)

## The Big A
- Prima televisiva: 24 ottobre 1956

### Trama
- Interpreti: Rayford Barnes, Leo Gordon (Smokey), Harry Harvey, Jack Larson (Freddie), Carl Milletaire (Nixie), Jerry Paris (Al)

## A Day for a Stingray
- Prima televisiva: 31 ottobre 1956

### Trama
- Interpreti: Paul Bryar (Torps), Russ Conway (comandante Loomis), Britt Lomond (tenente Fraser), William Phillips (Windy), Wally Richard (tenente Commander Moore)

## Scratch One Hearse
- Prima televisiva: 7 novembre 1956

### Trama
- Interpreti: Harry Landers (Wally Verona), James Flavin (Bo'sun), Joe Turkel (Striker), Robert Christopher (tenente Bowen), Edwin Bruce (Fuzzy), Joel Mondeaux (capitano), Robert Carson (narratore (voice)

## In the Labonza
- Prima televisiva: 14 novembre 1956
- Diretto da: Samuel Gallu
- Scritto da: Allan Sloane

### Trama
- Interpreti: George Conrad (The Kid), Peter Leeds (Windy), Jack Lomas (Patterson), Steve Mitchell, House Peters Jr., Richard Shannon, Frank Sully, Dick Wessel (Dante Lacava)

## Man Alone
- Prima televisiva: 21 novembre 1956

### Trama
- Interpreti: William 'Billy' Benedict (Chadwick), John Compton (Scott), Don Hayden (tenente Hugh Miller)

## The Pilot
- Prima televisiva: 28 novembre 1956

### Trama
- Interpreti: John Banner, Robert Brubaker (comandante Lavoisier), Argentina Brunetti (Mme. Deschamps), Gerry Gaylor (Marguerite), Alberto Morin (Emile Deschamps)

## Incident at Formosa
- Prima televisiva: 5 dicembre 1956

### Trama
- Interpreti: Peter Chong (generale), George Conrad (Mario), Marshall Kent (ammiraglio), Jimmy Lydon (Joe Donovan), Martin Milner (Monk Jacob)

## Peril on the Sea
- Prima televisiva: 12 dicembre 1956
- Scritto da: Allan Sloane

### Trama
- Interpreti: Chuck Courtney (Richardson), Art Lewis (Yeoman Wein), Robert Quarry (The Skeptic), Robert Shayne (Chaplain), Wayne Taylor (Cichowski)

## Destination--1600 Pennsylvania Avenue NW
- Prima televisiva: 19 dicembre 1956

### Trama
- Interpreti: Walter Coy (tenente Col. Jack Connors), Harry Lauter (tenente Bob Richmond), Ralph Smiley (The Watcher), Michael Whalen (Rear Adm. Harris)

## A Guy Called Mickey
- Prima televisiva: 26 dicembre 1956

### Trama
- Interpreti: Nicky Blair (Tony Galucci), Charles Keane (David Taylor), Lane Nakano (Mikimoto), Teru Shimada (giudice Toyama), Paul F. Smith (Mike Monahan)

## Buzz Boy
- Prima televisiva: 2 gennaio 1957

### Trama
- Interpreti: James Anderson (ufficiale), Edd Byrnes (pilota No. 2), Richard Devon (pilota No. 1), Robert Easton (ensign Knute Lee), John Hubbard (Skipper)

## Operation Golden Rule
- Prima televisiva: 9 gennaio 1957

### Trama
- Interpreti: Kort Falkenberg (capitano Mike Blair), Tom Pittman (tenente Cal Radin), Paul Richards (tenente Frank Taylor), Steven Terrell (tenente Pete Sweeney)

## The Countess and the Convicts
- Prima televisiva: 16 gennaio 1957

### Trama
- Interpreti: Tristram Coffin (capitano Johnson), Christopher Dark (tenente A.V. Leslie), Freeman Morse (Chief Holzenbaumlicher), Leonard Strong (capitano Johns)

## Thach Weaves a Trap
- Prima televisiva: 23 gennaio 1957

### Trama
- Interpreti: Wright King, Harry Lewis, Stuart Randall

## Survive
- Prima televisiva: 30 gennaio 1957
- Diretto da: Samuel Gallu
- Scritto da: Allan Sloane

### Trama
- Interpreti: Scotty Beckett (ensign), Frank Griffin, Kay E. Kuter (Piet), Robert Levin (Hoogsma), Barry Truex (Basil Dominic Izzi)

## Ping Happy Spit Kit
- Prima televisiva: 6 febbraio 1957

### Trama
- Interpreti: Herbert Anderson (Skipper), Harry Antrim (ammiraglio), Hal Callie (O.D.D.), Alvin Greenman (Satcheloft), William Phillips (Itchy)

## Operation Lend Lease Adti: Amscray
- Prima televisiva: 13 febbraio 1957

### Trama
- Interpreti: Maureen Cassidy (Debbie Keen), George Cisar (comandante Emrick), Chris Drake (tenente Ralph Rogers), Frank Gorshin (capitano Ray Duncan), Ray Stricklyn (ensign Tom Patrick)

## Operation Hideout
- Prima televisiva: 20 febbraio 1957

### Trama
- Interpreti: Ward Costello (Varick), Crahan Denton (Stanton), Paul Richards (Wingler), Jacqueline Scott (Celia)

## Cigar-Box John
- Prima televisiva: 27 febbraio 1957

### Trama
- Interpreti: Raymond Bailey (capitano Laycock), Harry Jackson (tenente Powers), DeForest Kelley (caporale), Jacqueline Scott (WAC), Harry Shannon (ammiraglio Morrell)

## The Star
- Prima televisiva: 6 marzo 1957
- Diretto da: Jean Yarbrough
- Scritto da: Allen L. Stone

### Trama
- Interpreti: Norman Bartold (Medic), John Carradine (Francis Carpenter), Thomas Coley (colonnello Schaefer), Valentin de Vargas (Indian), Don Eitner (soldato), Emily Heath (ragazza), Peter Miller (Second Boy), Frank Nechero (Italian Soldier), Mario Siletti (Old Italian), Richard Tyler (First Boy)

## War of the Whale Boats
- Prima televisiva: 13 marzo 1957

### Trama
- Interpreti: Jim Canino (Fraley), Duane Cross (Sid King), Val Dufour (tenente O'Brien), Dean Fredericks (DeMarco), Richard Jaeckel (tenente Bradshaw), Gai Lee (ensign Suh In Eyuk), Hylton Socher (Shrader), Richard Tyler (ufficiale)

## After You, Ludwig
- Prima televisiva: 20 marzo 1957

### Trama
- Interpreti: Bart Burns (tenente Commander Knight), King Donovan (The Chief), Werner Klemperer (Ludwig), Ivan Triesault (German Officer)

## USS Enrico Tazzoli
- Prima televisiva: 27 marzo 1957

### Trama
- Interpreti: Ed Kemmer (comandante Fluckey), Paul Richards, Bing Russell (tenente Webster), Peter Wälter (tenente Duncan)

## Ito of Attu
- Prima televisiva: 3 aprile 1957

### Trama
- Interpreti: John Bryant (Doc), Robert Carson (narratore), Robert Ellis (Kupper), Harold Fong (Ito), Don Keefer (McNair), Sherwood Price (G.I.), Dick Sargent (Seaman), Charles Smith (Willie), Paul Sorensen (caporale), Paul Wallace (Joe)

## SSN-571
- Prima televisiva: 10 aprile 1957

### Trama
- Interpreti: Frank Daley (dirigente), Pat Henning (Tex), Addison Powell (O.D.D.), James Pritchett (Doc), Mark Rydell (Smitty)

## Assignment... BRT
- Prima televisiva: 17 aprile 1957

### Trama
- Interpreti: Jered Barclay (Yeoman Workman), Kendrick Huxham (sergente Major), Frank Kreig (Chief), Herbert Rudley (tenente Commander Bishop)

## The Decoy
- Prima televisiva: 24 aprile 1957

### Trama
- Interpreti: Veda Ann Borg (Ann Bardine), Warren Douglas (tenente Osborn), Sally Fraser (Mary Stasek), Gloria Henry (Eileen Murphy), Dorothy Morris (Frances LaPierre)

## Nightmare Off Brooklyn
- Prima televisiva: 1º maggio 1957

### Trama
- Interpreti: Arthur Batanides, Charles Carpenter, George Keymas, Emory Parnell, Scott Peters, Simon Scott, DeForest Kelley

## Goal... Mach Two
- Prima televisiva: 8 maggio 1957

### Trama
- Interpreti: Richard Crane (Chuck Yeager), Richard Deacon (Al Carder), Ross Elliott (Bill Bridgeman), Patti Gallagher (Pat)

## The Saga of Irving Cohen
- Prima televisiva: 15 maggio 1957

### Trama
- Interpreti: John Brinkley (Lary Forbes), George Conrad (Irving Cohen), Sam Palumbo (John Carlyle), Ralph Reed (Pete Boyle)

## Mission to Murmansk
- Prima televisiva: 22 maggio 1957

### Trama
- Interpreti: Kenneth Becker (Lover), Norman Leavitt (Shorty), William Lundmark (ensign Carruthers), Henry Slate (Guns)

## The Lady and the Atom
- Prima televisiva: 29 maggio 1957

### Trama
- Interpreti: Walter Coy, Douglas Dick, Margaret Field (Patricia Ferrata), Ron Hagerthy (Jimmy Milano), Peter Hansen, Jean Inness, Dennis McCarthy, Robert Shayne

## The Fighting Fig
- Prima televisiva: 5 giugno 1957

### Trama
- Interpreti: Robert Arthur (tenente Lambie), Steve Darrell (ammiraglio), Ross Evans (German Officer), James Flavin (colonnello Flynn), Kurt Katch (Willigott)

## The Marines Have Landed
- Prima televisiva: 12 giugno 1957

### Trama
- Interpreti: John Damler (Hall), Douglas Dick (Orend), Peter Hansen (Barry), Dennis McCarthy (Horton), Robert Shayne (Norris)